# هالوين (فلم 2018)
هالوين (بالإنجليزية: Halloween) هو فيلم تقطيع أمريكي من إنتاج عام 2018،الفيلم من إخراج ديفيد غوردون غرين وكتابة غرين، جيف فريدلي وداني ماكبرايد.
العمل هو الحادي عشر ضمن سلسلة هالوين ومتم مباشر لفيلم هالوين (1978)، حيث يتجاهل جميع أحداث الأجزاء السابقة. تقع أحداث الفيلم بعد 40 سنة من الفيلم الأصلي، الحبكة تتبع لوري سترود حيث تستعد لمواجهة مايكل مايرز في مواجهة أخيرة عندما يعود الأخير لقتلها في بلدة هادونفيلد، إلينوي، بعد أن هربت منه في ليلة هالووين عام 1978.
بدأ التصوير الرئيسي في 13 يناير 2018 في ولاية كارولاينا الجنوبية وانتهت في 19 فبراير.عُرض الفيلم في مهرجان تورونتو السينمائي الدولي يوم 8 سبتمبر، وتم عرضه في صالات السينما الأمريكية يوم 19 أكتوبر. تلقى الفيلم تعليقات إجابية من النقاد الذين أشادوا بالفيلم لعودته إلى جذور السلسلة، بالإضافة إلى أداء كورتيس. علاوة على ذلك، اعتبره الكثيرون أفضل تكملة للسلسلة.

## ملخص الفيلم
تعود (لوري سترود) إلى مواجهتها الأخيرة ضد سفاح الهالوين (مايكل مايرز)، المُقنّع الذي يطاردها منذ أن نجت بحياتها بعدما كان قاب قوسين أو أدنى من قتلها منذ أربعة عقود.

## طاقم العمل
- جيمي لي كرتيس بدور (لوري سترود)
- جودي جرير بدور (كارين سترود)
- أندي ماتيشاك بدور (أليسون سترود)
- ويل باتون بدور (هوكينز)
- فيرجينيا جاردنر بدور (فيكي)
- نيك كاسل بدور (مايكل مايرز)
- توبي هوس بدور (راي)
- جيفرسون هال بدور (مارتن)

## روابط خارجية
- مقالات تستعمل روابط فنية بلا صلة مع ويكي بيانات